# Bridgend
Pour les articles homonymes, voir Bridgend (homonymie).
Bridgend (en gallois : Pen-y-bont ar Ogwr, qui signifie « le bout du pont sur la rivière Ogmore ») est une ville du pays de Galles appartenant au county borough de Bridgend, qui est 18 miles (29 kilomètres) à l'ouest de la capitale, Cardiff, et 20 miles (32 kilomètres) à l'est de Swansea. La ville a reçu son nom d'un pont sur le fleuve Ogmore (en) (en gallois: Ogwr). L'Ewenny (en) (en gallois : Ewenni), un affluent de l'Ogmore, passe aussi au sud de la ville.
Historiquement une partie de Glamorgan, Bridgend s'est développée considérablement depuis les années 1980. Le recensement en 2001 comptait 39 429 habitants dans la commune et 128 700 sous les autorités locales du Bridgend au total. En 2011, le recensement comptait 139 200 habitants, une augmentation de population de 8,2 % qui était la plus forte dans le pays hors de Cardiff.

## Histoire

### Préhistoire et antiquité
Plusieurs tumulus préhistoriques ont été trouvés aux environs de Bridgend, ce qui suggère que la région avais été peuplé avant l'invasion des Romains qui débuta en 43 apr J-C. L'autoroute A48 entre Bridgend et Cowbridge a une partie de la rue romaine.

### Seconde Guerre mondiale
Le 11 mars 1945, quelque 70 prisonniers de guerre allemands s'évadent du camp de Island Farm.

## Culture et patrimoine

### Monuments et lieux touristiques

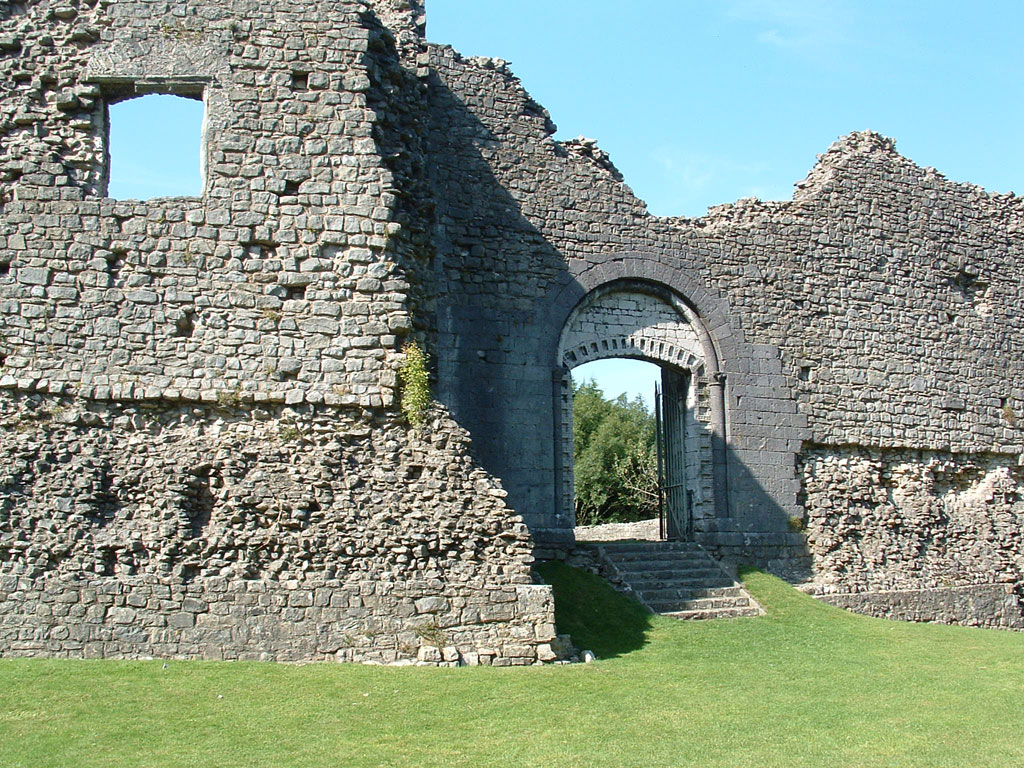
Château de Newcastle à Bridgend.

- le château de Newcastle (XIIe siècle) domine la ville depuis la colline de Newcastle.

## Jumelage
Bridgend est jumelée avec les villes de :
- Langenau (Allemagne) ;
- Villenave-d'Ornon (France) depuis 1994[2].

## Personnes célèbres nées à Bridgend

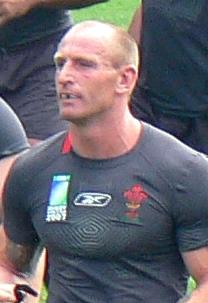
Gareth Thomas, joueur de rugby né à Bridgend.

Plusieurs joueurs de rugby ont vu le jour à Bridgend, parmi lesquels John Peter Rhys Williams (1949), Gareth Llewellyn (1969), Rob Howley (1970), Scott Gibbs (1971), Gareth Thomas (1974), Rhys Williams (1980) et Gavin Henson (1982).
Le chanteur et guitariste du groupe Bullet for My Valentine, Matthew Tuck, y est né en 1980.